# Bewegungsfahrt

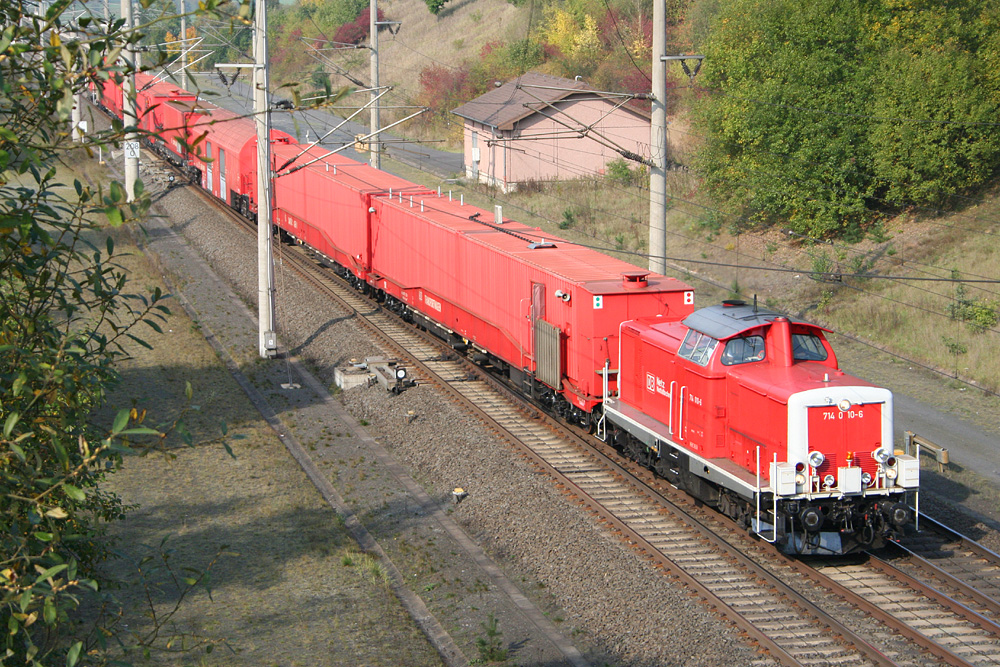
Bewegungsfahrt eines Rettungszugs auf der Schnellfahrstrecke Hannover–Würzburg

Unter einer Bewegungsfahrt wird das „Fahren um des Fahrens willen“ mit sonst (zu) wenig bewegten Fahrzeugen zur Vermeidung von Standschäden verstanden. Insbesondere Oldtimer und Sportfahrzeuge werden nur saisonal und sporadisch genutzt und sind entsprechend anfällig für Standschäden (siehe hierzu auch Kfz-Kennzeichen (Deutschland): 07er-Kennzeichen).
Fahrzeuge des Katastrophenschutzes und Freiwilliger Feuerwehren sowie Sonderfahrzeuge von Berufs- bzw. Werkfeuerwehren wie auch im Heimatland befindliche Einsatzfahrzeuge der Bundeswehr haben aufgrund geringer Einsatzhäufigkeit und geringer Entfernungen zum Einsatzort nur beschränkte Kilometerleistungen aufzuweisen. Außer der Vermeidung von Standschäden dient die Bewegungsfahrt auch der Übung der zuständigen Kraftfahrer/Maschinisten: Je häufiger ein Fahrzeug im alltäglichen Straßenverkehr bewegt wird, desto routinierter und sicherer wird der Umgang damit und desto sicherer wird eine Einsatzfahrt unter Inanspruchnahme von Sonder- und Wegerechten.
Bewegungsfahrten sind aus ähnlichen Gründen auch bei der Bahn üblich, zum Beispiel mit den Rettungszügen der Deutschen Bahn. Auch funktionsfähige Museumslokomotiven kommen hierzu gelegentlich vor planmäßigen Personen- und Güterzügen zum Einsatz.
Vergleichbar mit der Bewegungsfahrt eines Fahrzeugs ist der Probelauf einer stationären Anlage, beispielsweise eines Ersatzstromerzeugers in einem Krankenhaus.